# Jadwigów (Łódź)
Pour les articles homonymes, voir Jadwigów.
Jadwigów est une localité polonaise de la gmina et du powiat de Tomaszów Mazowiecki en voïvodie de Łódź.